# Poumon d'acier
Pour les articles homonymes, voir Poumon (homonymie).

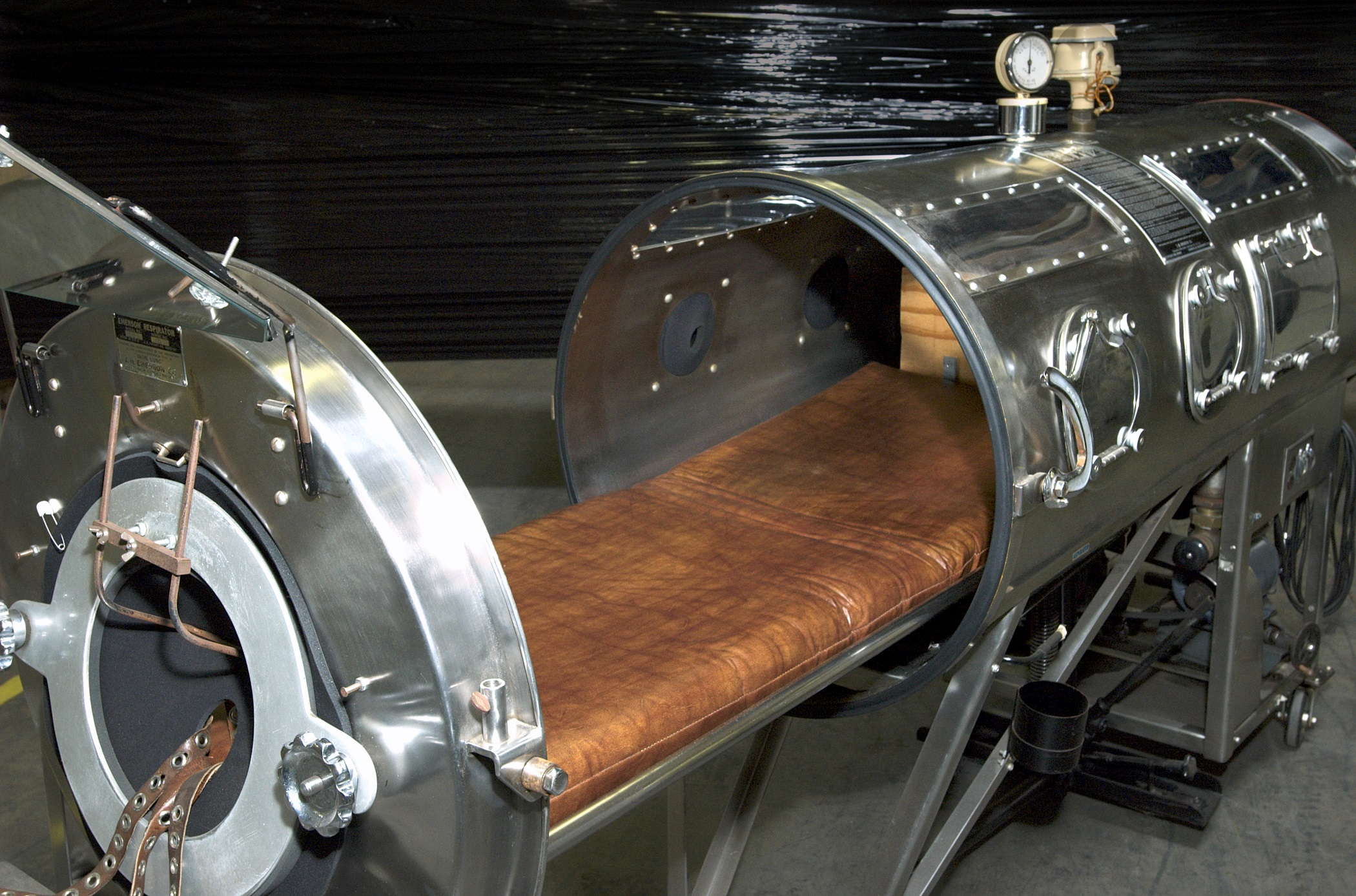
Un poumon d'acier. Le patient est couché dans la chambre qui, une fois fermée, permet d'obtenir une oscillation de la pression.

Un poumon d'acier est un appareil de ventilation à pression inférieure à la pression atmosphérique permettant à une personne de respirer en cas d'insuffisance de la ventilation pulmonaire. 
L'utilisateur d'un poumon d'acier repose dans une chambre centrale, un tambour d'acier cylindrique. La porte qui permet à la tête et au cou du patient de rester à l'air libre est ensuite fermée, formant un compartiment scellé étanche autour du corps. Des pompes augmentent et diminuent de façon périodique la pression à l'intérieur de la chambre. Quand la pression dans le caisson descend en dessous de la pression ambiante, l'air extérieur est aspiré par les voies aériennes supérieures pour remplir les poumons ; quand elle remonte au-dessus de celle des poumons, l'inverse se produit et l'air est expulsé des poumons. L'appareil imite ainsi l'action physiologique de la ventilation pulmonaire : l'oscillation de la pression intrathoracique permet l'inspiration et l'expiration de l'air dans les poumons. C'est une forme de ventilation non invasive.

## Histoire
Cet appareil fut inventé en 1927 par Philip Drinker (1894-1972) et Louis Agassiz Shaw (1886-1940), de la Harvard Medical School. Son emploi se répandit au milieu du XXe siècle pour éviter la mort par asphyxie des malades de poliomyélite atteints de paralysie du diaphragme (le muscle conique délimitant la base de la cage thoracique), les rendant incapables d'assurer naturellement leur ventilation. Le premier poumon d'acier fut utilisé le 12 octobre 1928 au Children's Hospital de Boston sur un enfant inconscient par insuffisance respiratoire ; l'amélioration spectaculaire de son état, quelques secondes seulement après qu'il eut été placé dans la chambre de respiration, fit beaucoup pour populariser l'emploi du « respirateur Drinker ». Des salles entières furent remplies de rangées de poumons d'acier lors des périodes de plus forte prévalence de la poliomyélite, dans les années 1940 et 1950. Aux États-Unis, environ 1 200 personnes utilisaient un poumon d'acier en 1959.  Le succès des programmes de vaccination qui ont en grande partie éradiqué la maladie, et l'arrivée de la ventilation mécanique moderne qui contrôle la respiration par intubation directe des voies aériennes, l'usage du poumon d'acier a fortement diminué. Martha Mason passa plus de 60 ans dans un poumon d'acier, de ses onze ans à sa mort en 2009. June Middleton, une Australienne ayant contracté la poliomyélite, vécut pendant plus de 60 ans dans un poumon d'acier. Le Texan Paul Alexander, 78 ans, mort le 11 mars 2024, vécut dans un poumon d'acier depuis l'âge de 6 ans soit 72 années,.

## Utilisation actuelle
En 2017, seules trois personnes utilisent encore un poumon d'acier aux États-Unis d'après l'Université d’État de l'Ohio. Il occupe une place marginale dans l'assistance respiratoire. La plupart des patients atteints de paralysie respiratoire utilisent la ventilation à pression positive. Certains patients toutefois continuent de faire usage d'anciens appareils, les trouvant plus efficaces que ceux plus modernes. Le remplacement des pièces peut cependant poser des problèmes quand elles ne sont plus fabriquées. Le poumon d'acier reste utile pour traiter certains troubles rares comme le syndrome d'Ondine, dans lequel le contrôle de la respiration par les centres autonomes du bulbe rachidien est déficient. 
Lors de la pandémie de Covid-19 en 2020, une version modernisée du poumon d'acier est développée au Royaume-Uni pour pallier la pénurie de système de respirateurs artificiels.